# Alena infundibulata
Alena infundibulata är en halssländeart som beskrevs av U. Aspöck et al. 1994. Alena infundibulata ingår i släktet Alena och familjen ormhalssländor. Inga underarter finns listade i Catalogue of Life.